# Lapão (Bahia)
Lapão é um município brasileiro localizado no centro-norte do estado da Bahia, na Região Nordeste, a aproximadamente 495 km de Salvador. Integra a microrregião de Irecê, na região da Chapada Diamantina. De acordo com o Instituto Brasileiro de Geografia e Estatística (IBGE), sua população estimada em 2024 era de 26.998 habitantes. A economia local baseia-se predominantemente na agricultura irrigada, com destaque para o cultivo de cenoura e mamona, inserindo o município entre os principais produtores hortícolas da Bahia.
A formação do povoado remonta ao início do século XX, em uma área de ocupação espontânea onde havia uma cavidade rochosa e fonte de água subterrânea, popularmente chamada de "Lapa Grande". O nome "Lapão" é derivado dessa formação. O município foi desmembrado de Irecê em 9 de maio de 1985, sendo instalado oficialmente em 1º de janeiro de 1986.
Situado sobre o Cráton do São Francisco, Lapão apresenta solos calcários e aquíferos subterrâneos profundos. Estudos técnicos identificaram episódios de subsidência do solo em áreas urbanas do município, atribuídos ao uso intensivo de poços artesianos para irrigação.
O município abriga comunidades quilombolas, totalizando quatorze grupos certificados oficialmente pela Fundação Cultural Palmares até 2020. Em políticas sociais, Lapão aderiu ao Selo UNICEF, tendo sido certificado na edição 2021–2024 pelo cumprimento de metas voltadas à proteção integral de crianças e adolescentes.
Entre os eventos culturais, destacam-se os festejos juninos e cívicos organizados anualmente pela administração municipal e comunidades locais. Em 2025, o carnaval antecipado do município, conhecido como Carnalapão, celebrou 70 anos de realização.

## História
Lapão, antigo distrito subordinado ao município de Irecê, foi elevado à categoria de município pela lei estadual nº 4.445 de 9 de maio de 1985.

## Governo
São Poderes do Município de Lapão, independentes e harmônicos entre si, o Legislativo e o Executivo, seguindo o modelo proposto pela Constituição Federal de 1988 e pela Lei Orgânica do município.
O Poder Executivo do município de Lapão é exercido pelo prefeito municipal, com o auxílio dos seus secretários municipais, e o Poder Legislativo é representado pela câmara municipal, composta por 11 vereadores.
A eleição do Prefeito, do Vice-Prefeito e dos Vereadores, para mandato de quatro anos, ocorre mediante pleito direto e simultâneo realizado em todo o Brasil.

## Cultura
Em Lapão é comemorado Carnaval que todos os anos reúne pessoas para verem atrações como Chiclete com Banana, Araketu, Saia Rodada, Cheiro De Amor e demais, e ainda o bloco Os Moiados. Ainda conta com o parque da cidade com trilhas entre a caatinga.
O aniversário da cidade é comemorado e todos os anos traz pessoas de toda região para o desfile cívico de 7 de setembro. Belo Campo tem um tradicional São João da região de Irecê. E Aguada Nova conta com os Festejos do Senhor Bom Jesus da Lapa, uma festa tradicional que acontece nos dias 4, 5 e 6 de agosto.

## Geografia
A área do município é de 638,32 km². Situa-se a -11º23’00’ de latitude s e 41º49’55’ de longitude w, e com 775 de altitude. Está a uma distância aproximada de 476 quilômetros da capital baiana.

### Posição geográfica

#### Distância aproximada entre a sede e as principais cidades brasileiras[31]
| São Paulo : 1834 km | Rio de Janeiro : 1570 km | Salvador : 476 km        | Porto Alegre : 2956 km | Belém : 1979 km     |
| Brasília : 1149 km  | Fortaleza : 1245 km      | Belo Horizonte : 1275 km | Goiânia : 1352 km      | Guarulhos : 1820 km |
| Manaus : 4584 km    | Curitiba : 2230 km       | Recife : 1150 km         | Campinas : 1830 km     | São Luís : 1503 km  |

#### Distância aproximada entre a sede e os municípios vizinhos[31]
| Irecê : 9 km       | São Gabriel : 18 km     | João Dourado : 20 km | Presidente Dutra : 19 km | Ibititá : 24 km |
| Uibaí : 33 km      | Canarana : 34 km        | Ibipeba : 34 km      | Jussara : 41 km          | Central : 41 km |
| Barro Alto : 42 km | América Dourada : 36 km |                      |                          |                 |

#### Posição em relação aos municípios confinantes[32]
Abaixo é possível ver as cidades vizinhas de Lapão em sua posição geográfica, dispostas em relação à bússola e seus pontos cardeais:
| Presidente Dutra | Irecê    | João Dourado    |
| Ibititá          |          | América Dourada |
|                  | Canarana |                 |

## Demografia
A população do município foi contada pelo Instituto Brasileiro de Geografia e Estatística (IBGE) em 25.646 habitantes em 2010, apresentando uma densidade populacional de 42,38 pessoas por quilômetro quadrado. A população estimada pelo IBGE em 2019 foi de 27.223.
De acordo com o censo daquele ano, dos moradores de 10 anos ou mais de idade (20.940), 10.680 eram homens e 10260 eram mulheres.
O Índice de Desenvolvimento Humano Municipal (IDH-M) de Lapão é considerado baixo pelo PNUD, sendo que seu valor é de 0,596, 173º posição no estado da Bahia e 4238º posição no Brasil.

## Infraestrutura

### Saúde
A rede pública de saúde de Lapão é composta por unidades básicas distribuídas entre a sede e comunidades rurais, além do Hospital Municipal Luís Eduardo Magalhães, que atua como referência para internações no município. Segundo o Cadastro Nacional de Estabelecimentos de Saúde (CNES), o hospital dispõe de 51 leitos registrados.
De acordo com o Instituto Brasileiro de Geografia e Estatística (IBGE), a taxa de mortalidade infantil no município é de 3,07 por mil nascidos vivos. Já a taxa de internações por diarreia é de 7,4 por mil habitantes. No contexto estadual, Lapão ocupa a 368ª posição em mortalidade infantil e a 230ª em internações por diarreia entre os 417 municípios baianos; nacionalmente, as posições são 4052ª e 2316ª entre os 5570 municípios avaliados.
Segundo o Índice de Progresso Social (IPS Brasil 2025), Lapão ocupa a posição 2.337/5.570 no indicador “Nutrição e Cuidados Médicos Básicos”, classificado como relativamente neutro, e a posição 4.621/5.570 no indicador “Saúde e Bem-estar”, considerado relativamente fraco.
| Indicador / Pontuação                       | Posição     | Classificação geral  | Componente avaliado                                             | Classificação relativa |
| ------------------------------------------- | ----------- | -------------------- | --------------------------------------------------------------- | ---------------------- |
| Nutrição e Cuidados Médicos Básicos – 73,83 | 2.337/5.570 | Relativamente neutro | Cobertura Vacinal (Poliomielite)                                | Relativamente neutro   |
| Nutrição e Cuidados Médicos Básicos – 73,83 | 2.337/5.570 | Relativamente neutro | Hospitalizações por Condições Sensíveis à Atenção Primária      | Relativamente neutro   |
| Nutrição e Cuidados Médicos Básicos – 73,83 | 2.337/5.570 | Relativamente neutro | Mortalidade Ajustada por Condições Sensíveis à Atenção Primária | Relativamente fraco    |
| Nutrição e Cuidados Médicos Básicos – 73,83 | 2.337/5.570 | Relativamente neutro | Mortalidade Infantil até 5 Anos                                 | Relativamente neutro   |
| Nutrição e Cuidados Médicos Básicos – 73,83 | 2.337/5.570 | Relativamente neutro | Subnutrição                                                     | Relativamente neutro   |
| Saúde e Bem-estar – 49,74                   | 4.621/5.570 | Relativamente fraco  | Consumo de Alimentos Ultraprocessados                           | Relativamente neutro   |
| Saúde e Bem-estar – 49,74                   | 4.621/5.570 | Relativamente fraco  | Expectativa de Vida                                             | Relativamente neutro   |
| Saúde e Bem-estar – 49,74                   | 4.621/5.570 | Relativamente fraco  | Mortalidade entre 15 e 50 anos                                  | Relativamente fraco    |
| Saúde e Bem-estar – 49,74                   | 4.621/5.570 | Relativamente fraco  | Mortalidade por Doenças Crônicas Não Transmissíveis             | Relativamente fraco    |
| Saúde e Bem-estar – 49,74                   | 4.621/5.570 | Relativamente fraco  | Obesidade                                                       | Relativamente neutro   |
| Saúde e Bem-estar – 49,74                   | 4.621/5.570 | Relativamente fraco  | Suicídios                                                       | Relativamente neutro   |

### Educação
A educação de Lapão conta com três colégios estaduais do ensino médio na sede e no interior do município, e varias escolas de ensino fundamental. Conta ainda com duas universidades a Uneb2000 formação para professores e a FTC (ead).